# Codex Hierosolymitanus

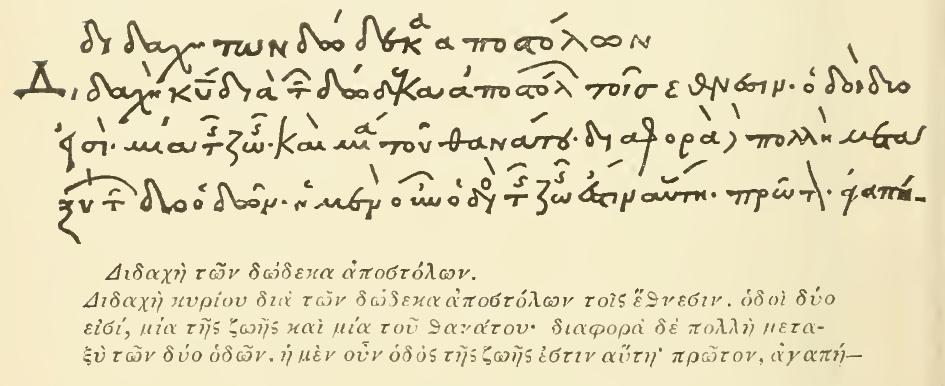
Imagem de um trecho da Didaquê no Codex Hierosolymitanus.

Codex Hierosolymitanus (também chamado de Manuscrito de Briênio ou Códice de Jerusalém), geralmente chamado apenas de "H" em textos acadêmicos, é um manuscrito grego do século XI, escrito por um escriba conhecido apenas por Leão, que o datou em 1056.

## Descoberta e conteúdo
Ele foi descoberto originalmente por Filoteu Briênio, o metropolita da Nicomédia, em 1873 na biblioteca do metóquio[a] da Igreja do Santo Sepulcro em Constantinopla. 
O códice contém o Didaquê, a Epístola de Barnabé, as duas epístolas de Clemente de Roma (I Clemente e II Clemente), a versão longa das Epístolas de Inácio, a Epístola de Policarpo aos Filipenses e uma lista de livros da Bíblia seguindo a ordem de João Crisóstomo. 
Briênio publicou o texto das duas epístolas de Clemente, já conhecidas, em 1875, deixando de lado o Didaquê. Adolf Hilgenfeld então se utilizou do Codex Hierosolymitanus para sua primeira versão impressa deste texto, antes quase desconhecido, em 1877.